# Hochstatt
Hochstatt é uma comuna francesa na região administrativa de Grande Leste, no departamento Alto Reno. Estende-se por uma área de 8,56 km². Em 2010 a comuna tinha 2 226 habitantes (densidade: 260 hab./km²).